# Ofenrohr
Ofenrohr ist die landläufige Bezeichnung für ein Rauchrohr, das als (in Normen als Verbindungsstück bezeichneter) Anschluss von Feuerstätten an einen Schornstein zu Ableitung von Rauchgasen in Gebäuden dient. Die Ausführung kann als Rohr oder als Formstück geschehen.
Üblicherweise sind Ofenrohre aus Stahlblech, heutzutage in der Regel verzinkt oder aus rostfreiem Stahl, mit hitzebeständigem Lack lackiert oder aluminiert. In früheren Tagen waren sie häufig emailliert. Die Materialstärke von Ofenrohren richtet sich nach Verwendungszweck und Rauchgastemperatur und beträgt zwischen 0,63 mm und 2,0 mm.
Ofenrohre haben genormte Durchmesser, die auf die Feuerstätte wie auch auf den Schornstein abgestimmt sein müssen. Auch die Längen der Ofenrohre sind genormt, ebenfalls die Einbaubedingungen wie z. B. der Abstand zu brennbaren Bauteilen im Gebäude.
Die geltenden Normen für Ofenrohre sind DIN 1298 und DIN EN 1856-2.